# 安吉提亚
安吉提亚（英語：Angitia）。古罗马神话职司医护的女性神祇之一。盛行于亚平宁半岛中部地区。其事迹反映于相关古典作家的著述中，亦为出土的文物之铭文得以证明。具有重大地宗教影响与历史意义。